# 박경미 (배우)
박경미(朴慶弥, 1985년 1월 14일~)는 대한민국의 배우이다. 분야는 뮤지컬이며 재일 한국인 3세이다.